# Fórum Mundial da Água
O Fórum Mundial da Água é um evento global que visa propor soluções para problemas relacionados à água. A iniciativa teve início em 1997 e ocorre a cada três anos em diferentes países.
O Fórum, organizado entre o Conselho Mundial da Água e um país anfitrião, oferece uma plataforma única onde a comunidade da água e os principais tomadores de decisão podem colaborar e fazer progressos de longo prazo nos desafios globais da água. O Fórum reúne participantes de todos os níveis e áreas, incluindo política, instituições multilaterais, academia, sociedade civil e setor privado, entre outros.

## Objetivos
Os principais objetivos do Fórum Mundial da Água são:
1. Elevar a importância da água na agenda política;
2. Aumentar a conscientização entre os tomadores de decisão, água e outros profissionais, a mídia e o público em geral sobre questões de importância crítica da água no mundo;
3. Apoiar o aprofundamento das discussões para a resolução das questões internacionais da água;
4. Fornecer uma plataforma para troca de pontos de vista, informações e conhecimentos sobre questões atuais e informações relacionadas à água global;
5. Apresentar o conhecimento sobre avaliação global da água, desafios e possíveis soluções;
6. Gerar compromisso político para a melhoria da gestão da água.

## Edições
| Local                    | Ano  | Número de Participantes | Tema                                             |
| ------------------------ | ---- | ----------------------- | ------------------------------------------------ |
| Bali, Indonésia          | 2024 | Ainda não divulgado     | Água para a Prosperidade Compartilhada           |
| Dakar, Senegal           | 2022 | Ainda não divulgado     | Segurança Hídrica para a Paz e o Desenvolvimento |
| Brasília, Brasil         | 2018 | 120.200                 | Compartilhando a água                            |
| Daegu, Coreia do Sul     | 2015 | ~30.000                 | Água para o nosso futuro                         |
| Marselha, França         | 2012 | ~35.000                 | Soluções para a água                             |
| Istambul, Turquia        | 2009 | ~30.000                 | Preenchendo divisões para a água                 |
| Cidade do México, México | 2006 | 27.500                  | Ações locais para uma mudança global             |
| Quioto, Japão            | 2003 | 25.000                  | Um fórum com uma diferença                       |
| Haia, Países Baixos      | 2000 | 39.100                  | Da visão à ação                                  |
| Marraquexe, Marrocos     | 1997 | 500                     | Visões para a água, vida e meio ambiente         |